# Dicrotendipes dasylabidus
Dicrotendipes dasylabidus är en tvåvingeart som beskrevs av Epler 1988. Dicrotendipes dasylabidus ingår i släktet Dicrotendipes och familjen fjädermyggor. Inga underarter finns listade i Catalogue of Life.